# Rivière Détroit
Pour les articles homonymes, voir Détroit (homonymie).
La rivière Détroit (Detroit River en anglais) est longue d'environ 51 kilomètres et large de 1 à 4 kilomètres dans la région des Grands Lacs. Elle forme une partie de la frontière terrestre entre le Canada et les États-Unis. Elle était baptisée la Rivière du Détroit au début, une référence au fait que la rivière relie le lac Sainte-Claire au lac Érié. Cependant, ce n'est pas un détroit au sens strict. Son altitude est de 175 mètres. 
La ville de Détroit (autrefois le Fort Pontchartrain du Détroit) a été baptisée du nom de la rivière. Aujourd'hui, elle fournit l'eau potable pour plus de cinq millions de personnes. La rivière traverse les villes américaines de Détroit, River Rouge, Ecorse, Wyandotte, Grosse Île, Riverview, Trenton, et Gibraltar et les villes canadiennes de Windsor, de LaSalle et d'Amherstburg.
La rivière est enjambée par le pont Ambassadeur, entre Détroit et Windsor. Le tunnel de Detroit-Windsor, situé sous le fleuve, relie également les deux villes.
Depuis 2001, la rivière Détroit est inscrite au réseau des rivières du patrimoine canadien.